# Шибил (филм)
„Шибил“ е български игрален филм (драма) от 1967 година на режисьора Захари Жандов, по сценарий на Магда Петканова и Захари Жандов. Автор на диалозите е Генчо Стоев. Оператор е Ивайло Тренчев. Създаден е по разказа „Шибил“ на Йордан Йовков. Музиката във филма е композирана от Васил Казанджиев.

## Сюжет
„В годините на османското владичество в планината властва страшният хайдутин Шибил. От него се страхуват и селото, и градът. За главата му е определена награда. Един ден през прохода минават група жени. За първи път Шибил не взема златните им пендари. От пръв поглед се влюбва в Рада – красивата дъщеря на Велико кехая. Тази любов преобразява Шибил. Той престава да мисли за грабежи и хората му го изоставят. Шибил е готов да слезе в селото и официално да поиска ръката на Рада от баща ѝ, въпреки че знае, че това може да му струва живота. Цялото село е завардено от заптиета. Рада излиза да посрещне своя любим. Тя не знае, че баща ѝ го е предал. Всички, дори жестокият Мурад бей се възхищават от хубостта и храбростта на хайдутина. Но Велико кехая не желае Шибил за свой зет и дава знак за стрелба. Двамата млади падат в последна прегръдка...”

## Състав

### Актьорски състав
| Роля              | Изпълнител                          |
| ----------------- | ----------------------------------- |
| Шибил             | Петър Слабаков                      |
| Рада              | Доротея Тончева                     |
| Велико кехая      | Стойчо Мазгалов                     |
| майката на Велико | заслужила артистка Елена Хранова    |
| Мурад бей         | Стефан Пейчев                       |
| дядо Вульо        | заслужил артист Иван Братанов       |
| Женда             | Димитрина Савова                    |
| Драган            | Никола Дадов                        |
| Стефан            | Николай Иванов                      |
| Димчо кехая       | Борислав Иванов                     |
| Радил             | Петър Мастагарков                   |
| Дойна             | Сийка Христова                      |
|                   | Иван Раев                           |
|                   | В епизодите                         |
|                   | Добринка Попова                     |
|                   | заслужил артист Николай Дойчев      |
|                   | Дияна Пройкова                      |
|                   | Цветана Арнаудова                   |
|                   | Петър Ралчев                        |
|                   | Владимир Найденов                   |
|                   | Теофан Хранов                       |
|                   | Християн Русинов (като Хр. Русинов) |
|                   | Е. Ахмедов                          |
|                   | Хр. Грозданов                       |
|                   | Д. Попов                            |
|                   | И. Русинова                         |
|                   | Л. Станева                          |
|                   | В. Николова                         |

и други

### Творчески и технически екип
| Режисьор           | Захари Жандов (като Захарий Жандов)                 |
| Сценарий           | Магда Петканова Захари Жандов (като Захарий Жандов) |
| Диалог             | Генчо Стоев                                         |
| Оператор           | Ивайло Тренчев                                      |
| Художник           | Виолета Йовчева                                     |
| Костюми            | Боян Чуканов                                        |
| Музика             | Васил Казанджиев                                    |
| Звук               | Митхен Андреев                                      |
| Грим               | Димитър Коклин                                      |
| Монтаж             | Сашка Тенева Магда Кръстева                         |
| Втори режисьор     | Петър Баталов                                       |
| Асистент-режисьори | Виолета Лазарова Екатерина Игнатова                 |
| Асистент-оператори | Георги Матеев Васил Панчев Димко Минов              |
| Фотограф           | Иванка Карайорданова                                |
| Реквизит           | Владимир Оджаков                                    |
| Осветление         | Симеон Симов                                        |
| Гардероб           | Йонка Турсунова                                     |
| Организатори       | Людмил Милев Христо Николов Васил Василев           |
| Техник на записа   | Митко Москов                                        |
| Директор           | Кирил Киров                                         |
| Производство       | Студия за игрални филми, София /Copyright © 1967/   |

## Награди
Филмът печели наградата за женска роля на Доротея Тончева на фестивала във Варна през 1968 година.